# Teodoro Rada
Teodoro Rada Berruezo, alias "Radica" o "el albañil de Tafalla" (Pamplona, 9 de noviembre de 1825 - Santurce, 30 de marzo de 1874) fue un militar español que participó en la Primera y tercera guerra carlista, llegando a ser considerado un héroe popular de Navarra entre los carlistas. Miguel de Unamuno escribió sobre él en su obra Paz en la guerra, al que también llamaba caballero Bayardo, ayudando a popularizar el aforismo «es más valiente que Radica».

## Biografía
Aunque nacido casualmente en Pamplona, su familia era originaria de Tafalla donde se casó con una joven vecina de Viana y trabajó como albañil en las obras de mejora de la ciudad especialmente en el nuevo barrio de Cuatropea donde se había desmontado el paraje, se abrió una vía por el Portal Nuevo y se levantó un puente desde la salida meridional de Tafalla hasta el terreno que actualmente ocupa la ikastola Garcés de los Fayos donde recientemente se ha levantado un monumento conmemorativo.
En la Primera Guerra Carlista combatió del lado del infante Carlos María Isidro de Borbón como Cadete de Infantería; después del Convenio de Vergara estudió para Maestro de Obras, y ejerciendo dicha carrera vivió tranquilamente en Tafalla hasta que al ser destronada Isabel II, empezó a conspirar por Don Carlos, y a prepararse, con el estudio de distintas obras militares, para tomar parte en la guerra que los carlistas consideraban inevitable debido al anticlericalismo de los revolucionarios.
Durante la tercera guerra carlista, Radica infundió su espíritu militar a los oficiales y voluntarios bajo su mando, organizando e instruyendo el 2.º Batallón de Navarra, que convertiría en uno de los cuerpos más efectivos del Ejército carlista y cuyas cargas a la bayoneta se hicieron famosas y temibles.
Teodoro Rada se distinguió en la campaña de la primavera del año 1872; se batió en Oroquieta, en Arizala y en Eulate, y después del Convenio de Amorebieta emigró a Francia. A fines de aquel mismo año Radica volvió a entrar en Navarra y formó una partida carlista a la cual convirtió pronto en un organizado batallón. Con él dio la acción de Echagüe, en la cual más de 20 prisioneros al enemigo; realizó una atrevida excursión a Valtierra; sostuvo la acción de Enériz, y en marzo de 1873 lucía ya los galones de Teniente Coronel.
En la acción de Monreal el Batallón de Radica cargó sin bayonetas sobre la Artillería enemiga; en la victoria carlista de Eraúl ganó la Placa Roja de la Real Orden del Mérito Militar; participó en la acción de Metauten y en la victoria carlista de Udave recibió una herida que le valió el ascenso a coronel, y de la cual fue curado en una casa de campo inmediata a Burdeos por la esposa de Don Carlos en persona, Doña Margarita de Borbón, que le regaló, además, un caballo tordo. Estando aun convaleciente, volvió otra vez al Norte para retomar activamente las operaciones de la guerra.
El Coronel Radica se batió nuevamente en la acción de Burguete, en la toma de Estella y en la acción de Dicastillo; se apoderó de Sangüesa, haciendo prisionera su guarnición. Según el historiador Antonio Pirala, Radica se distinguió notablemente «por su indecible valor y entusiasmo», en las victorias carlistas de Puente la Reina y de Montejurra; en la reñida acción de Velabieta rompió dos sables en otras tantas cargas a la bayoneta; fue ascendido a Brigadier cuando los carlistas se apoderaron de Portugalete y, al mando de los batallones 2.º y 7.º de Navarra, participó en las batallas de Somorrostro y de San Pedro Abanto, en las que quedó quebrantado el Ejército liberal del Norte y por la primera de las cuales obtuvo la Gran Cruz Roja del Mérito militar.
El Brigadier Radica fue herido por un casco de granada el 29 de marzo de 1874 en la línea de Somorrostro, y al día siguiente falleció, en el hospital de Santurce, habiendo sido agraciado en sus últimos instantes con la faja de Mariscal de Campo por Don Carlos. Tras la muerte de Radica, el batallón quedó bajo el mando de Fausto Elío y del comandante Joaquín de Montagut.

Sus restos, inicialmente enterrado en Santurce, fueron trasladados más tarde «con ayuda de antiguos combatientes cuando en 1912 se pensó trasladar su cuerpo, como se había hecho con Ollo, al Panteón de los Generales de Estella, donde cuatro leones con los escudos de Navarra, Vizcaya, Guipúzcoa y Álava "protegen" a los más renombrados mandos del carlismo.»

Monumento a Radica (Tafalla)
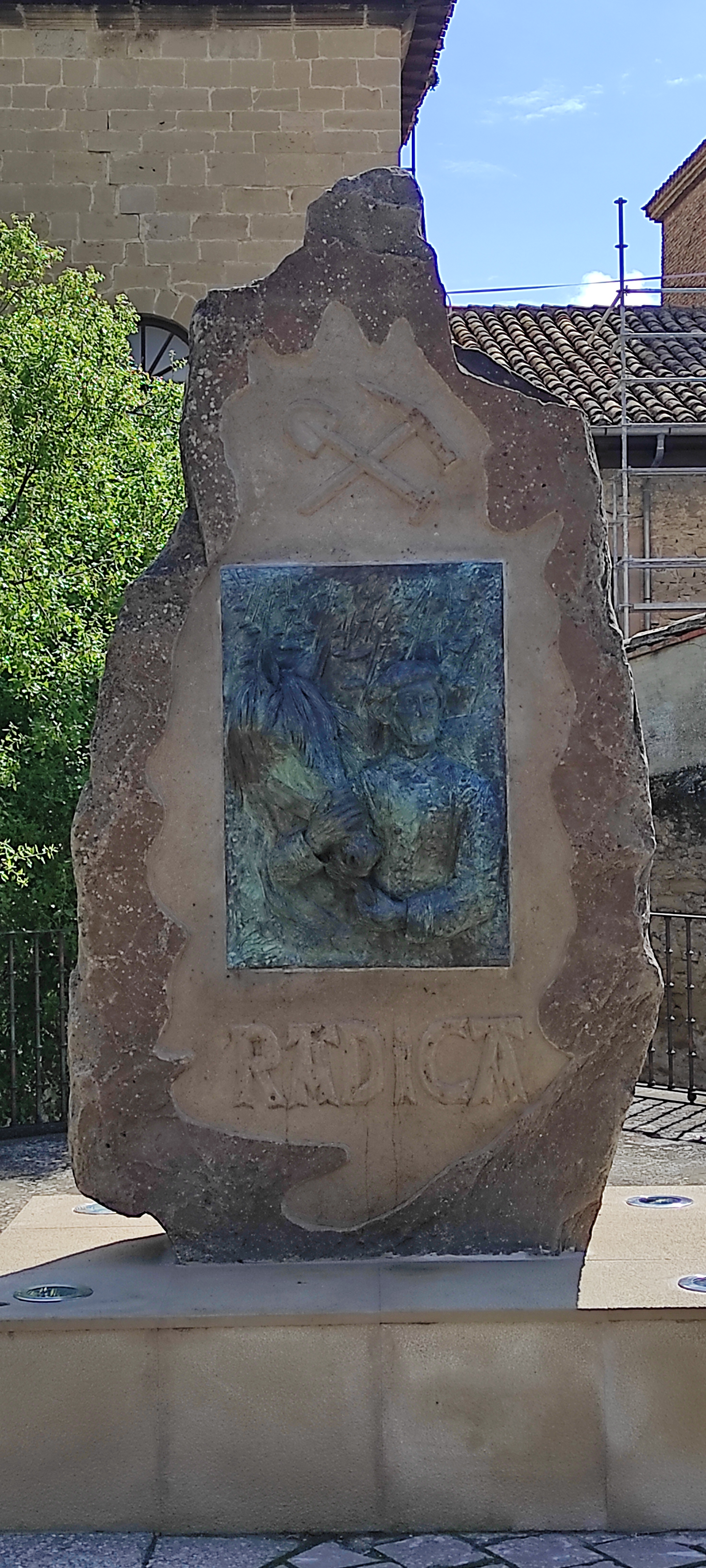
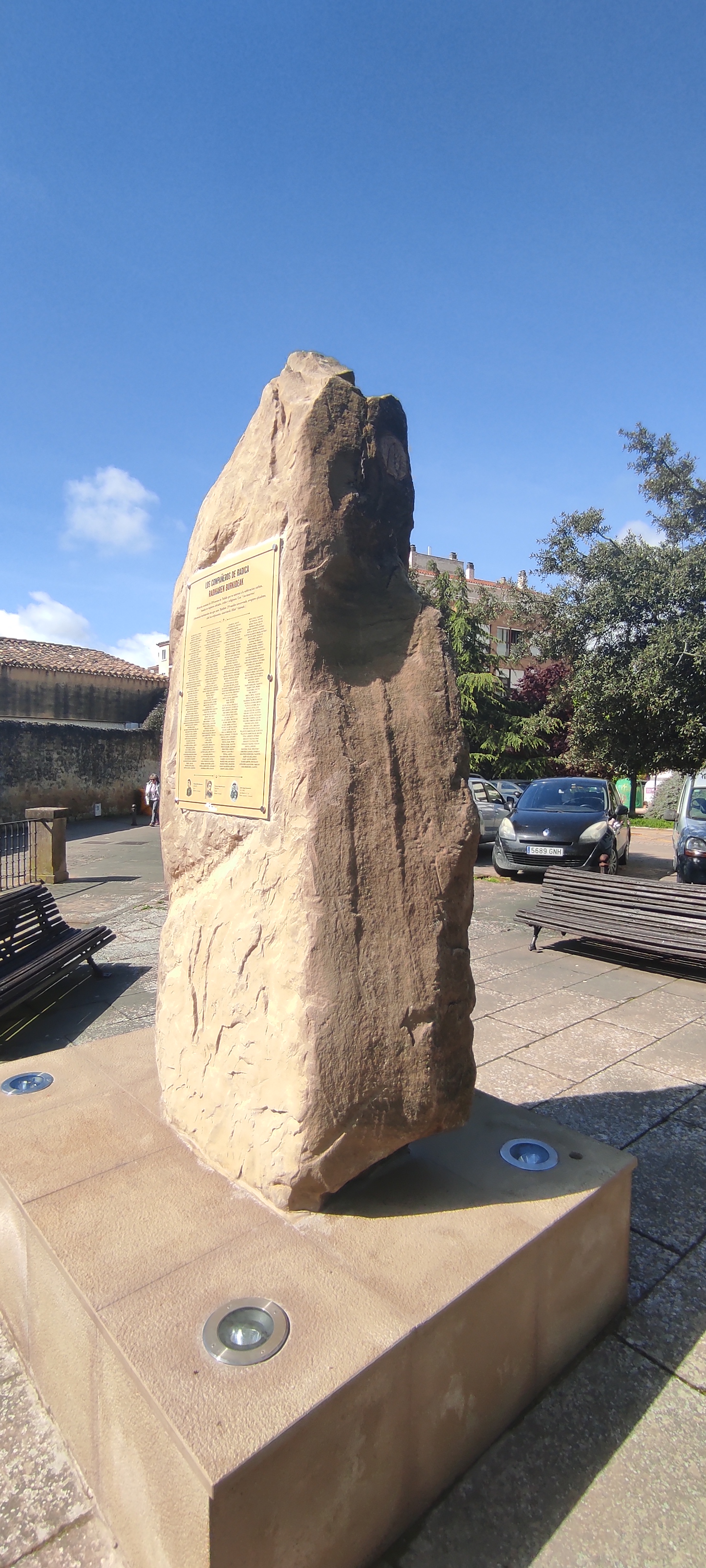
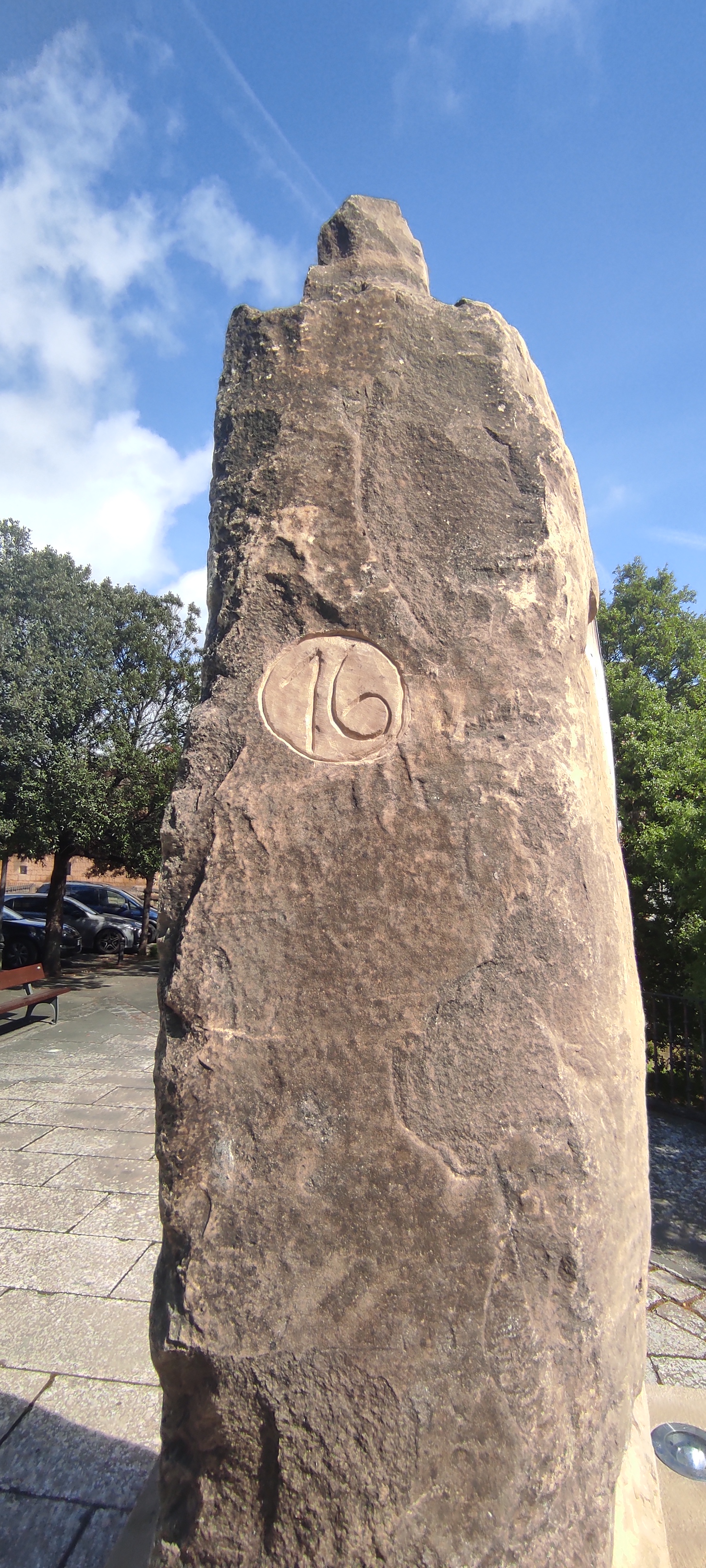
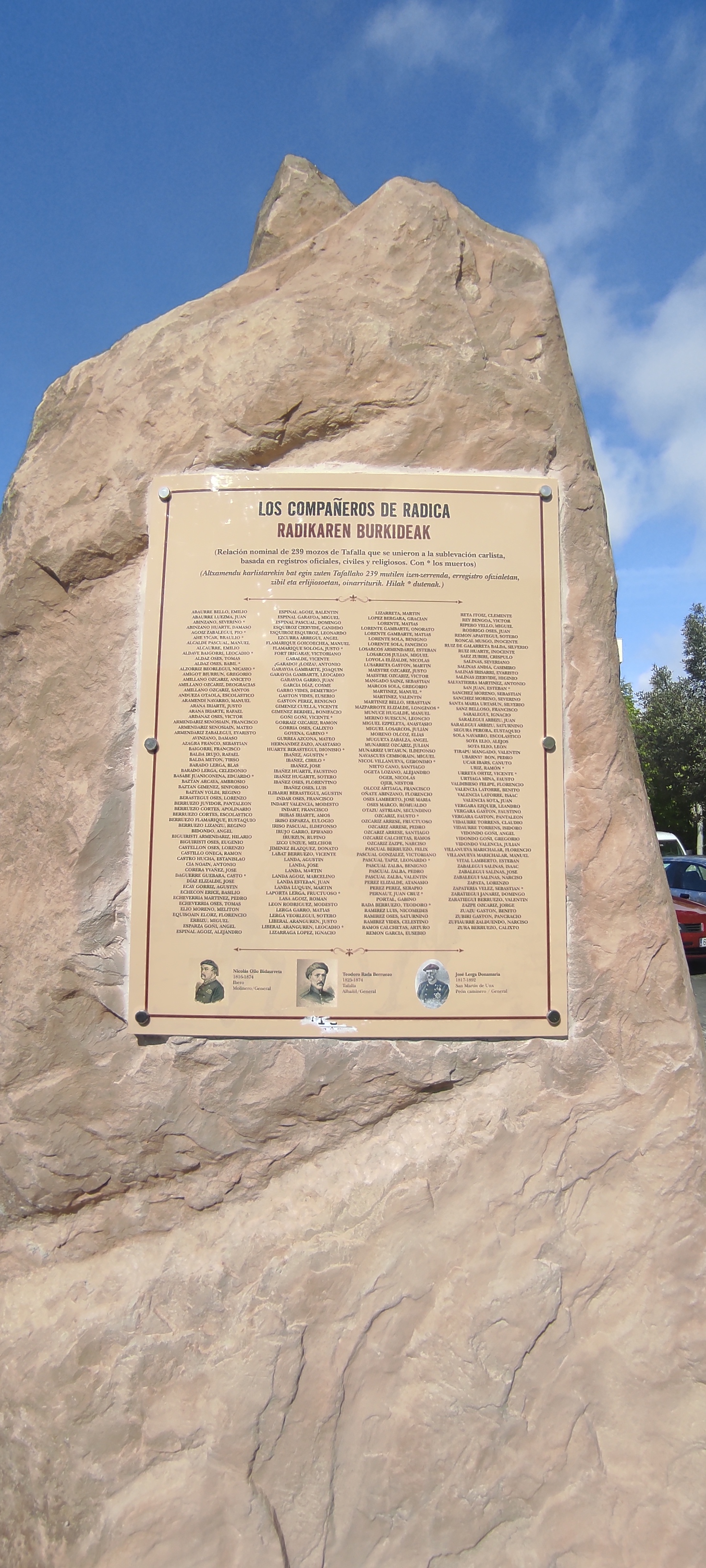

### Monumento en Tafalla
Con ocasión de los 150 años de su fallecimiento, el Ayuntamiento de Tafalla encargó un monolito conmemorativo dedicado principalmente a él, pero también a los otros 238 mozos de Tafalla, según registros oficiales, que se alistaron con las tropas carlistas.